# Miedzianowo
Miedzianowo [pronunciación en polaco: /mjɛd͡ʑaˈnɔvɔ/] es un pueblo ubicado en el distrito administrativo de Gmina Dąbrowa Białostocka, dentro del Condado de Sokółka, Voivodato de Podlaquia, en el norte de Polonia oriental. Se encuentra aproximadamente a 6 kilómetros al oeste de Dąbrowa Białostocka, a 34 kilómetros al noroeste de Sokółka, y a 62 kilómetros al norte de la capital regional Białystok.